# Stenellipsis litterata
Stenellipsis litterata là một loài bọ cánh cứng trong họ Cerambycidae.